# La Libération de Paris
La Libération de Paris (pol. Wyzwolenie Paryża) – francuski czarno-biały krótkometrażowy film dokumentalny z 1944.

## Fabuła
W 1943 grupa francuskich filmowców założyła organizację Comité de Libération du Cinéma Français. Technicy z tej organizacji narażając własne zdrowie i życie uczestniczyli w powstaniu w Paryżu (19–25 sierpnia 1944) podczas II wojny światowej, nagrywając materiał filmowy z tegoż powstania. La Libération de Paris przedstawia walkę francuskiego ruchu oporu z wspierającymi go wojskami Wolnych Francuzów oraz wojsk amerykańskich przeciw okupującym miasto wojskom niemieckim. Film kończy się triumfalnym wjazdem do miasta przywódcy Wolnych Francuzów generała Charles’a de Gaulle’a. Dokument zaczęto pokazywać natychmiast po wyparciu Niemców z miasta.

## Obsada
- Pierre Blanchar jako narrator
- Charles de Gaulle jako on sam
- Philippe Marie Leclerc jako on sam
- Marie Pierre Kœnig jako on sam
- Brigitte Servan-Schreiber jako ona sama

i inni.